# وزارة حماية المواطن (اليونان)
وزارة حماية المواطن (باليونانية: Υπουργείο Προστασίας του Πολίτη)‏ هي الإدارة الحكومية المسؤولة عن خدمات الأمن العام في اليونان، أي الشرطة اليونانية، دائرة الإطفاء اليونانية، خفر السواحل اليونانية، الشرطة الزراعية والأمانة العامة للحماية المدنية.
كانت الوزارة موجودة حتى عام 2007 كوزارة النظام العام (باليونانية: Υπουργείο Δημόσιας Τάξης)‏. في 19 سبتمبر 2007، تم دمجها مع وزارة الداخلية والإدارة العامة واللامركزية وتم تحويلها إلى أمانة عامة داخل وزارة الداخلية . في 7 أكتوبر 2009، تم إحياؤها باسم وزارة حماية المواطن وتمت إعادة تسميتها في النهاية باسم وزارة النظام العام وحماية المواطن في 21 يونيو 2012. بعد فوز سيريزا الانتخابي في يناير 2015 ، كانت تابعة لوزارة الداخلية والإعمار الإداري وكان برئاسة وزير مناوب. في أغسطس 2018، أعيد تنظيمها كوزارة مستقلة وتم إحيائها باسم وزارة حماية المواطن. شاغل الوظيفة الحالي هو ميتشاليس كريسوتشويديس.

## روابط خارجية
- موقع الوزارة